# 삼성 갤럭시 A9 프로 (2016)
삼성 갤럭시 A9 프로 (2016)는 삼성전자에서 출시한 안드로이드 스마트폰이다. 2016년 3월에 출시되었다.